# Douala Athletic Club
Le Douala Athletic Club est un club camerounais de football basé dans la ville de Douala. 

## Histoire
Fondé en 2000, le club est promu en 2002 en seconde division. Après 11 saisons passées dans cette division, il en devient le champion en 2012, et intègre de fait l'Elite One pour la première fois en 2013. Grâce à une dixième place (sur 14), il se maintient pour la saison 2014. Il termine par contre cette saison en dernière position, et est alors relégué. 

## Anciens joueurs
- Paul Bebey